# Charles Haughey
Charles James Haughey (16 tháng 9 năm 1925 - 13 tháng 6 năm 2006) là một chính trị gia người Ireland từ Fianna Fáil. Ông là thủ tướng trong ba lần khác nhau: 1979 đến 1981, tháng 3 năm 1982 đến tháng 12 năm 1982 và năm 1987 đến năm 1992.
Ông cũng là Bộ trưởng của Gaeltacht từ năm 1987 đến năm 1992, Lãnh đạo phe đối lập từ năm 1981 đến năm 1982 và năm 1982 đến năm 1987, Lãnh đạo của Fianna Fáil từ năm 1979 đến năm 1992, Bộ trưởng Phúc lợi xã hội và Bộ trưởng Bộ Y tế từ năm 1977 đến năm 1979, Bộ trưởng Bộ Tài chính từ năm 1966 đến năm 1970, Bộ trưởng Bộ Nông nghiệp từ năm 1964 đến năm 1966, Bộ trưởng Bộ Tư pháp từ năm 1961 đến năm 1964 và Thư ký Quốc hội cho Bộ trưởng Bộ Tư pháp từ năm 1959 đến năm 1961.

### Các trang web khác
1. ↑  "Charles J. Haughey". Oireachtas Members Database. Houses of the Oireachtas. Truy cập ngày 1 tháng 6 năm 2009.